# Categoría Primera A 2013
Die Categoría Primera A 2013 war eine aus Apertura und Finalización bestehende Spielzeit der höchsten kolumbianischen Spielklasse im Fußball der Herren. Die Apertura war die siebenundsiebzigste und die Finalización die achtundsiebzigste Austragung der kolumbianischen Meisterschaft.
Meister der Apertura und der Finalización wurde Atlético Nacional (zwölfter und 13. Titel). Direkter Absteiger war Deportes Quindío, während Cúcuta Deportivo die Relegation spielen musste, die gegen Fortaleza FC verloren wurde.

## Modus
Es wurden zwei Meister ermittelt, einer für jede Halbserie. Jeder Halbserienmeister war automatisch für die Copa Libertadores qualifiziert. Ein dritter Platz wurde an den Verein vergeben, der nach der Zusammenzählung aller Punkte und Tore der Phasen 1 und 2 der ersten und der zweiten Halbserienmeisterschaft am höchsten steht. Da ein Verein beide Halbserienmeisterschaften gewinnen konnte, wurde der zweite Teilnehmer an der Libertadores nach demselben Verfahren ausgewählt wie der dritte Teilnehmer. Zwei Teilnehmer an der Copa Sudamericana wurden nach demselben Schema ermittelt wie der dritte Libertadores-Teilnehmer: die zwei Vereine, die in der Gesamtjahreswertung hinter diesem standen, waren qualifiziert. Ein dritter Verein wurde durch den Pokalwettbewerb bestimmt und ein vierter durch die Superliga de Colombia.
Ein direkter Absteiger in die Categoría Primera B wurde durch eine gesonderte Abstiegstabelle bestimmt, die aus dem Durchschnitt der vergangenen drei Spielzeiten ermittelt wurde. Der Zweitletzte spielte eine Relegation gegen den Zweiten der zweiten Liga.

## Teilnehmer
Die folgenden Vereine nahmen an den beiden Halbserien der Spielzeit 2013, Apertura und Finalización teil.
| Mannschaft | Stadt                   | Departamento       | Stadion                           | erste Saison in der Primera A |
| --- | ----------------------- | ------------------ | --------------------------------- | ----------------------------- |
| Alianza Petrolera | Yopal 1 Floridablanca 1 | Casanare Santander | Atalayas Gómez Hurtado            | 2013                          |
| Atlético Huila | Neiva                   | Huila              | Guillermo Plazas Alcid            | 1993                          |
| Atlético Nacional | Medellín                | Antioquia          | Atanasio Girardot                 | 1948                          |
| Boyacá Chicó | Tunja                   | Boyacá             | La Independencia                  | 2004                          |
| Cúcuta Deportivo | Cúcuta                  | Norte de Santander | General Santander                 | 1950                          |
| Deportes Quindío | Armenia                 | Quindío            | Estadio Centenario                | 1952                          |
| Deportes Tolima | Ibagué                  | Tolima             | Manuel Murillo Toro               | 1955                          |
| Deportivo Cali | Cali/Palmira 2          | Valle del Cauca    | Deportivo Cali Pascual Guerrero 3 | 1948                          |
| Deportivo Pasto | Pasto                   | Nariño             | Departamental Libertad            | 1999                          |
| Envigado FC | Envigado                | Antioquia          | Polideportivo Sur                 | 1992                          |
| Independiente Medellín | Medellín                | Antioquia          | Atanasio Girardot                 | 1948                          |
| Itagüí FC | Itagüí                  | Antioquia          | Ciudad de Itagüí                  | 2011                          |
| Junior | Barranquilla            | Atlántico          | Metropolitano Roberto Meléndez    | 1948                          |
| La Equidad | Bogotá D.C.             | Bogotá             | Metropolitano de Techo            | 2007                          |
| Millonarios | Bogotá D.C.             | Bogotá             | Estadio El Campín                 | 1948                          |
| Once Caldas | Manizales               | Caldas             | Palogrande                        | 1948                          |
| Patriotas | Tunja                   | Boyacá             | La Independencia                  | 2012                          |
| Santa Fe | Bogotá D.C.             | Bogotá             | Estadio El Campín                 | 1948                          |
| 1 Alianza Petrolera hat seinen Sitz in Barrancabermeja. Das Stadion wurde umgebaut, deswegen spielte der Verein die Apertura in Yopal und die Finalización in Floridablanca.2 Deportivo Cali hat seinen Sitz in Cali, das Estadio Deportivo Cali liegt aber in der Nachbarstadt Palmira.3 Ab Mitte der Rückserie trug Deportivo Cali aufgrund von Umbaumaßnahmen am eigenen Stadion seine Heimspiele im Pascual Guerrero aus. |                         |                    |                                   |                               |

## Apertura
In der ersten Phase spielten alle 18 Mannschaften im Ligamodus einmal gegeneinander, zusätzlich gab es einen Spieltag mit Clásicos, an dem Spiele mit Derby-Charakter ausgetragen wurden. Die ersten acht Mannschaften qualifizierten sich für zwei Halbfinal-Gruppen. In der zweiten Phase spielten in zwei Gruppen jeweils vier Mannschaften mit Hin- und Rückspielen zwei Finalteilnehmer aus, die den Meister ermittelten.

### Ligaphase

#### Tabelle
| Pl. | Verein                 | Sp. | S | U  | N | Tore    | Diff. | Punkte |
| --- | ---------------------- | --- | - | -- | - | ------- | ----- | ------ |
| 1.  | Santa Fe               | 18  | 9 | 6  | 3 | 032:250 | +7    | 33     |
| 2.  | Atlético Nacional (P)  | 18  | 8 | 8  | 2 | 029:220 | +7    | 32     |
| 3.  | Itagüí FC              | 18  | 8 | 7  | 3 | 027:170 | +10   | 31     |
| 4.  | Deportivo Cali         | 18  | 7 | 9  | 2 | 031:210 | +10   | 30     |
| 5.  | Deportes Tolima        | 18  | 8 | 5  | 5 | 031:230 | +8    | 29     |
| 6.  | Millonarios (M)        | 18  | 8 | 4  | 6 | 026:180 | +8    | 28     |
| 7.  | Once Caldas            | 18  | 6 | 8  | 4 | 023:170 | +6    | 26     |
| 8.  | Deportivo Pasto        | 18  | 6 | 8  | 4 | 021:250 | −4    | 26     |
| 9.  | Cúcuta Deportivo       | 18  | 6 | 5  | 7 | 023:200 | +3    | 23     |
| 10. | Independiente Medellín | 18  | 6 | 5  | 7 | 018:180 | ±0    | 23     |
| 11. | La Equidad             | 18  | 5 | 7  | 6 | 016:150 | +1    | 22     |
| 12. | Junior                 | 18  | 6 | 4  | 8 | 024:250 | −1    | 22     |
| 13. | Atlético Huila         | 18  | 4 | 8  | 6 | 019:230 | −4    | 20     |
| 14. | Alianza Petrolera (N)  | 18  | 5 | 5  | 8 | 019:280 | −9    | 20     |
| 15. | Boyacá Chicó           | 18  | 4 | 7  | 7 | 027:310 | −4    | 19     |
| 16. | Envigado FC            | 18  | 4 | 5  | 9 | 015:250 | −10   | 17     |
| 17. | Deportes Quindío       | 18  | 2 | 7  | 9 | 008:240 | −16   | 13     |
| 18. | Patriotas              | 18  | 0 | 11 | 7 | 014:260 | −12   | 11     |

| (M) | Meister Finalización 2012: Millonarios                         |
| (N) | Aufsteiger aus der Categoría Primera B 2012: Alianza Petrolera |
| (P) | Pokalsieger 2012: Atlético Nacional                            |

### Halbfinal-Phase

#### Gruppe A
| Pl. | Verein         | Sp. | S | U | N | Tore    | Diff. | Punkte |
| --- | -------------- | --- | - | - | - | ------- | ----- | ------ |
| 1.  | Santa Fe       | 6   | 3 | 2 | 1 | 007:500 | +2    | 11     |
| 2.  | Millonarios    | 6   | 3 | 1 | 2 | 010:800 | +2    | 10     |
| 3.  | Deportivo Cali | 6   | 1 | 4 | 1 | 006:600 | ±0    | 07     |
| 4.  | Once Caldas    | 6   | 1 | 1 | 4 | 008:120 | −4    | 04     |

#### Gruppe B
| Pl. | Verein            | Sp. | S | U | N | Tore    | Diff. | Punkte |
| --- | ----------------- | --- | - | - | - | ------- | ----- | ------ |
| 1.  | Atlético Nacional | 6   | 3 | 1 | 2 | 009:800 | +1    | 10     |
| 2.  | Itagüí FC         | 6   | 3 | 0 | 3 | 008:900 | −1    | 09     |
| 3.  | Deportes Tolima   | 6   | 2 | 2 | 2 | 008:700 | +1    | 08     |
| 4.  | Deportivo Pasto   | 6   | 2 | 1 | 3 | 008:900 | −1    | 07     |

### Finale
| Datum                                              |                   | Ergebnis  |                   | Ort      |
| -------------------------------------------------- | ----------------- | --------- | ----------------- | -------- |
| 14.07.2013                                         | Atlético Nacional | 0:0       | Santa Fe          | Medellín |
| 17.07.2013                                         | Santa Fe          | 0:2 (0:1) | Atlético Nacional | Bogotá   |
| Gesamt:                                            | Atlético Nacional | 2:0       | Santa Fe          |          |
| damit wurde Atlético Nacional Meister der Apertura |                   |           |                   |          |

### Torschützenliste
Bei gleicher Anzahl von Treffern sind die Spieler alphabetisch geordnet.
| Pl. | Spieler             | Mannschaft             | Tore |
| --- | ------------------- | ---------------------- | ---- |
| 1.  | Wilder Medina       | Santa Fe               | 12   |
| 2.  | Edison Toloza       | Junior                 | 10   |
| 3.  | Víctor Cortés       | Itagüí FC              | 08   |
| 3.  | Edwards Jiménez     | Once Caldas            | 08   |
| 3.  | Fredy Montero       | Millonarios            | 08   |
| 6.  | Germán Cano         | Independiente Medellín | 07   |
| 6.  | Vladimir Marín Ríos | Deportivo Cali         | 07   |
| 6.  | Mauricio Mina       | Deportivo Pasto        | 07   |
| 6.  | Charles Monsalvo    | Deportes Tolima        | 07   |

## Finalización
In der ersten Phase spielten alle 18 Mannschaften im Ligamodus einmal gegeneinander, zusätzlich gab es einen Spieltag mit Clásicos, an dem Spiele mit Derby-Charakter ausgetragen wurden. Die ersten acht Mannschaften qualifizierten sich für zwei Halbfinal-Gruppen. In der zweiten Phase spielten in zwei Gruppen jeweils vier Mannschaften mit Hin- und Rückspielen zwei Finalteilnehmer aus, die den Meister ermittelten.

### Ligaphase

#### Tabelle
| Pl. | Verein                  | Sp. | S  | U | N  | Tore    | Diff. | Punkte |
| --- | ----------------------- | --- | -- | - | -- | ------- | ----- | ------ |
| 1.  | Atlético Nacional (M,P) | 18  | 11 | 4 | 3  | 029:120 | +17   | 37     |
| 2.  | Millonarios             | 18  | 8  | 7 | 3  | 028:180 | +10   | 31     |
| 3.  | Junior                  | 18  | 8  | 6 | 4  | 029:240 | +5    | 30     |
| 4.  | Deportivo Cali          | 18  | 7  | 7 | 4  | 021:120 | +9    | 28     |
| 5.  | Santa Fe                | 18  | 7  | 7 | 4  | 026:220 | +4    | 28     |
| 6.  | Once Caldas             | 18  | 8  | 4 | 6  | 021:190 | +2    | 28     |
| 7.  | Deportivo Pasto         | 18  | 6  | 9 | 3  | 023:170 | +6    | 27     |
| 8.  | Itagüí FC               | 18  | 8  | 3 | 7  | 022:160 | +6    | 27     |
| 9.  | Independiente Medellín  | 18  | 6  | 6 | 6  | 019:200 | −1    | 24     |
| 10. | La Equidad              | 18  | 5  | 8 | 5  | 023:180 | +5    | 23     |
| 11. | Patriotas               | 18  | 5  | 8 | 5  | 017:160 | +1    | 23     |
| 12. | Envigado FC             | 18  | 5  | 7 | 6  | 016:210 | −5    | 22     |
| 13. | Deportes Tolima         | 18  | 4  | 9 | 5  | 016:220 | −6    | 21     |
| 14. | Atlético Huila          | 18  | 5  | 5 | 8  | 014:240 | −10   | 20     |
| 15. | Alianza Petrolera (N)   | 18  | 4  | 6 | 8  | 020:270 | −7    | 18     |
| 16. | Cúcuta Deportivo        | 18  | 4  | 4 | 10 | 019:270 | −8    | 16     |
| 17. | Boyacá Chicó            | 18  | 3  | 6 | 9  | 021:290 | −8    | 15     |
| 18. | Deportes Quindío        | 18  | 4  | 2 | 12 | 010:330 | −23   | 14     |

| (M, P) | Meister Apertura 2013 und Pokalsieger 2012: Atlético Nacional  |
| (N)    | Aufsteiger aus der Categoría Primera B 2012: Alianza Petrolera |

### Halbfinal-Phase

#### Gruppe A
| Pl. | Verein            | Sp. | S | U | N | Tore    | Diff. | Punkte |
| --- | ----------------- | --- | - | - | - | ------- | ----- | ------ |
| 1.  | Atlético Nacional | 6   | 5 | 1 | 0 | 013:400 | +9    | 16     |
| 2.  | Junior            | 6   | 3 | 1 | 2 | 010:700 | +3    | 10     |
| 3.  | Santa Fe          | 6   | 2 | 0 | 4 | 007:110 | −4    | 06     |
| 4.  | Itagüí FC         | 6   | 1 | 0 | 5 | 006:140 | −8    | 03     |

#### Gruppe B
| Pl. | Verein          | Sp. | S | U | N | Tore    | Diff. | Punkte |
| --- | --------------- | --- | - | - | - | ------- | ----- | ------ |
| 1.  | Deportivo Cali  | 6   | 5 | 0 | 1 | 013:800 | +5    | 15     |
| 2.  | Deportivo Pasto | 6   | 3 | 0 | 3 | 012:120 | ±0    | 09     |
| 3.  | Millonarios     | 6   | 2 | 0 | 4 | 009:120 | −3    | 06 2   |
| 4.  | Once Caldas     | 6   | 2 | 0 | 4 | 008:100 | −2    | 06 2   |

### Finale
Das Finale um die Meisterschaft in der Finalización konnte Atlético Nacional für sich entscheiden. Nach einem torlosen Unentschieden im Hinspiel in Cali gewann der Verein das Heimspiel mit 2:0 und wurde damit zum zweiten Mal im Jahr 2013 kolumbianischer Meister.

#### Hinspiel
| Paarung           | Deportivo Cali – Atlético Nacional |
| Ergebnis          | 0:0 |
| Datum             | 11. Dezember 2013 um 20:30 Uhr (UTC-5) |
| Stadion           | Estadio Olímpico Pascual Guerrero, Cali |
| Zuschauer         | 28.168 |
| Schiedsrichter    | Wilson Lamouroux |
| Tore              | keine |
| Deportivo Cali    | Faryd Mondragón , Yerson Candelo, Fainer Torijano, Luis Antonio Calderón, Vladimir Marín, Andrés Pérez, Carlos Lizarazo, Jhon Viáfara, Néstor Camacho (90. Gerson Vidal), Carlos Rivas (65. Harrison Mojica), Sergio Romero Cheftrainer: Leonel Álvarez                           |
| Atlético Nacional | Neco Martínez, Alexis Henríquez, Óscar Murillo, Francisco Nájera, Sherman Cárdenas (63. Jhon Edwar Valoy), Farid Díaz, Alexander Mejía (74. Diego Arias), Alejandro Bernal, Daniel Bocanegra, Wilder Guisao (82. Orlando Berrío), Jefferson Duque Cheftrainer: Juan Carlos Osorio |
| Gelbe Karten      | Néstor Camacho, Jhon Viáfara, Andrés Pérez – Alexander Mejía, Farid Díaz, Francisco Nájera, Alexis Henríquez |

#### Rückspiel
| Paarung           | Atlético Nacional – Deportivo Cali |
| Ergebnis          | 2:0 |
| Datum             | 15. Dezember 2013 um 17:30 Uhr (UTC-5) |
| Stadion           | Estadio Atanasio Girardot, Medellín |
| Zuschauer         | 44.635 |
| Schiedsrichter    | Ímer Machado |
| Tore              | 1:0 Néstor Camacho (17., ET) 2:0 Jefferson Duque (62.) |
| Atlético Nacional | Neco Martínez, Diego Peralta, Stefan Medina , Óscar Murillo, Sherman Cárdenas, Juan David Valencia (60. Farid Díaz), Alejandro Bernal (77. Diego Arias), Jhon Edwar Valoy, Daniel Bocanegra, Orlando Berrío (70. Jhon Pajoy), Jefferson Duque Cheftrainer: Juan Carlos Osorio |
| Deportivo Cali    | Faryd Mondragón , Víctor Giraldo (63. Carlos Rivas), Yerson Candelo, Fainer Torijano, Luis Antonio Calderón, Vladimir Marín, Andrés Pérez, Carlos Lizarazo, Jhon Viáfara (73. Diego Amaya), Néstor Camacho (71. Harrison Mojica), Sergio Romero Cheftrainer: Leonel Álvarez   |
| Gelbe Karten      | Juan David Valencia, Alejandro Bernal, Jefferson Duque, Neco Martínez – keine |

### Torschützenliste
Bei gleicher Anzahl von Treffern sind die Spieler alphabetisch geordnet.
| Pl. | Spieler              | Mannschaft             | Tore |
| --- | -------------------- | ---------------------- | ---- |
| 1.  | Dayro Moreno         | Millonarios            | 16   |
| 1.  | Luis Carlos Ruiz     | Junior                 | 16   |
| 3.  | Wilson Morelo        | La Equidad             | 11   |
| 4.  | Sergio Herrera       | Once Caldas            | 10   |
| 5.  | Luis Páez            | Atlético Huila         | 09   |
| 6.  | Germán Cano          | Independiente Medellín | 08   |
| 6.  | Julián Lalinde       | Deportivo Pasto        | 08   |
| 6.  | Yessi Mena           | Itagüí FC              | 08   |
| 9.  | Jefferson Duque      | Atlético Nacional      | 07   |
| 9.  | Jorge Ramírez        | Deportivo Pasto        | 07   |
| 9.  | Sergio Romero Méndez | Deportivo Cali         | 07   |
| 9.  | Wason Rentería       | Millonarios            | 07   |

## Gesamttabelle
Für die Reclasificación wurden alle Spiele der Spielzeit 2013 sowohl der Liga- als auch der Halbfinalphase sowie der Finalspiele zusammengezählt, um die weiteren Teilnehmer neben den jeweiligen Meistern der Halbserien an den kontinentalen Wettbewerben zu ermitteln.
| Pl. | Verein                 | Sp. | S  | U  | N  | Tore    | Diff. | Punkte |
| --- | ---------------------- | --- | -- | -- | -- | ------- | ----- | ------ |
| 1.  | Atlético Nacional      | 52  | 29 | 16 | 7  | 084:460 | +38   | 103    |
| 2.  | Deportivo Cali         | 50  | 20 | 21 | 9  | 072:500 | +22   | 81     |
| 3.  | Santa Fe               | 50  | 21 | 16 | 13 | 070:600 | +10   | 79     |
| 4.  | Millonarios            | 48  | 21 | 12 | 15 | 073:560 | +17   | 75     |
| 5.  | Itagüí FC              | 48  | 20 | 10 | 18 | 061:600 | +1    | 70     |
| 6.  | Deportivo Pasto        | 48  | 17 | 18 | 13 | 062:660 | −4    | 69     |
| 7.  | Once Caldas            | 48  | 18 | 12 | 18 | 063:560 | +7    | 66     |
| 8.  | Junior                 | 42  | 17 | 11 | 14 | 063:560 | +7    | 62     |
| 9.  | Deportes Tolima        | 42  | 14 | 16 | 12 | 058:530 | +5    | 58     |
| 10. | Independiente Medellín | 36  | 12 | 11 | 13 | 042:370 | +5    | 47     |
| 11. | La Equidad             | 36  | 10 | 15 | 11 | 040:360 | +4    | 45     |
| 12. | Atlético Huila         | 36  | 9  | 13 | 14 | 043:530 | −10   | 40     |
| 13. | Cúcuta Deportivo       | 36  | 10 | 9  | 17 | 042:470 | −5    | 39     |
| 14. | Envigado FC            | 36  | 9  | 12 | 15 | 032:470 | −15   | 39     |
| 15. | Alianza Petrolera      | 36  | 9  | 11 | 16 | 033:520 | −19   | 38     |
| 16. | Boyacá Chicó           | 36  | 7  | 13 | 16 | 048:600 | −12   | 34     |
| 17. | Patriotas              | 36  | 5  | 19 | 12 | 031:430 | −12   | 34     |
| 18. | Deportes Quindío       | 36  | 6  | 9  | 21 | 018:570 | −39   | 27     |

## Abstiegstabelle
Für die Abstiegstabelle werden die Hin- und Rückserien der Jahre 2011, 2012 und 2013 zusammengezählt. Dabei wird die Gesamtpunktzahl durch die Anzahl der in der Ligaphase gespielten Spiele geteilt und hochgerechnet, um Chancengleichheit für die Aufsteiger der vergangenen Jahre zu gewährleisten. Direkter Absteiger ist Deportes Quindío, während Cúcuta Deportivo die Relegation gegen den Zweiten der Categoría Primera B, Fortaleza FC spielen musste.
| Pl. | Verein                 | Sp. | T   | GT  | Diff. | Pkt. | Prom. |
| --- | ---------------------- | --- | --- | --- | ----- | ---- | ----- |
| 18. | Deportes Quindío       | 108 | 103 | 166 | −63   | 114  | 1.055 |
| 17. | Cúcuta Deportivo       | 108 | 115 | 151 | −36   | 115  | 1.064 |
| 16. | Alianza Petrolera      | 108 | 113 | 158 | −45   | 118  | 1.092 |
| 15. | Atlético Huila         | 108 | 123 | 159 | −36   | 120  | 1.111 |
| 14. | Patriotas              | 108 | 106 | 138 | −32   | 120  | 1.111 |
| 13. | Independiente Medellín | 108 | 127 | 138 | −11   | 127  | 1.175 |
| 12. | Boyacá Chicó           | 108 | 137 | 144 | 0−7   | 134  | 1.240 |
| 11. | Envigado FC            | 108 | 120 | 128 | 0−8   | 143  | 1.324 |
| 10. | Deportivo Pasto        | 108 | 127 | 130 | 0−3   | 146  | 1.351 |
| 9.  | La Equidad             | 108 | 120 | 105 | +15   | 151  | 1.398 |
| 8.  | Once Caldas            | 108 | 154 | 127 | +27   | 154  | 1.425 |
| 7.  | Deportivo Cali         | 108 | 129 | 118 | +11   | 157  | 1.453 |
| 6.  | Junior                 | 108 | 155 | 137 | +18   | 159  | 1.472 |
| 5.  | Santa Fe               | 108 | 143 | 124 | +19   | 162  | 1.500 |
| 4.  | Deportes Tolima        | 108 | 161 | 127 | +34   | 171  | 1.583 |
| 3.  | Millonarios            | 108 | 153 | 108 | +45   | 172  | 1.592 |
| 2.  | Itagüí FC              | 108 | 143 | 108 | +35   | 173  | 1.601 |
| 1.  | Atlético Nacional      | 108 | 166 | 118 | +48   | 176  | 1.629 |

### Relegation
| Datum      |                  | Ergebnis  |                  | Ort    |
| ---------- | ---------------- | --------- | ---------------- | ------ |
| 7.12.2013  | Fortaleza FC     | 2:0 (1:0) | Cúcuta Deportivo | Bogotá |
| 11.12.2013 | Cúcuta Deportivo | 1:0 (1:0) | Fortaleza FC     | Cúcuta |
| Gesamt:    | Fortaleza FC     | 2:1       | Cúcuta Deportivo |        |

Fortaleza FC gewann das Hinspiel mit 2:0 gegen Cúcuta Deportivo. Dieses Ergebnis konnte Cúcuta im Rückspiel nicht aufholen und stieg somit in die zweite Liga ab. Fortaleza wird 2014 zum ersten Mal in der ersten kolumbianischen Liga spielen